# Капустян Іван Ксенофонтович
Іван Ксенофонтович Капустян (16 жовтня 1918, село Федоровка, тепер Костанайської області, Казахстан — 24 серпня 2015, місто Москва, Російська Федерація) — радянський діяч, перший заступник голови Ради міністрів Киргизької РСР. Депутат Верховної Ради СРСР 7-го скликання. Кандидат біологічних наук.

## Життєпис
З 1935 року — бригадир цеху цукрового заводу.
З 1939 по 1946 рік — у Червоній армії, учасник німецько-радянської війни. Член ВКП(б) з 1942 року.
З 1946 року — голова районної ради Осоавіахіму; студент.
Закінчив Киргизький сільськогосподарський інститут.
У 1952—1954 роках — на науковій роботі.
З 1954 року — директор машинно-тракторної станції в Киргизькій РСР; заступник завідувача відділу ЦК КП Киргизії.
До лютого 1962 року — 2-й секретар Ошського обласного комітету КП Киргизії.
У 1962—1963 роках — голова виконавчого комітету Ошської обласної ради депутатів трудящих. У 1963—1964 роках — голова виконавчого комітету Ошської сільської обласної ради депутатів трудящих. У грудні 1964—1966 роках — голова виконавчого комітету Ошської обласної ради депутатів трудящих.
11 січня — 3 березня 1966 року — секретар ЦК КП Киргизії.
У березні 1966 — червні 1969 року — 1-й заступник голови Ради міністрів Киргизької РСР.
У 1969 — після 1989 року — заступник завідувача сільськогосподарського відділу (потім — відділу сільського господарства і харчової промисловості; аграрного відділу) ЦК КПРС.
Потім — на пенсії в Москві.
Помер 24 серпня 2015 року в Москві.

## Нагороди
- орден Леніна (1966)
- орден Жовтневої Революції (1978)
- орден Вітчизняної війни ІІ ст.
- орден Трудового Червоного Прапора (1971)
- орден «Знак Пошани» (1957)
- медаль «За трудову доблесть» (1964)
- медалі
- Почесна грамота Верховної ради Киргизької РСР